# Жозеф Жубер
Жозеф Жубер (фр. Joseph Joubert; 1754–1824) — французький письменник.

## Життєпис
Жозеф Жубер народився 7 травня 1754 року в місті Монтіньяк департаменту Дордонь.
Був учителем в провінції, а з 1778 року поселився в Парижі, де підтримував добрі стосунки з енциклопедистами, був літературним секретарем Дені Дідро. Поділяючи ідеї енциклопедистів, він не переставав, однак, бути християнином.
У 1790 році, після смерті батька, повернувся в Монтіньяк, був обраний там суддею. У 1792 році подав у відставку, повернувся в Париж, одружився.
У 1808-1815 роках - інспектор імператорського університету. Не будучи особисто зацікавлений в політиці, Жубер уважно стежив за політичним і громадським життям Франції. Він був одним з перших поціновувачів Шекспіра у Франції і з самого початку примкнув до романтизму.
Жозеф Жубер помер 4 травня 1824 в місті Парижі.

## Творчість
Надавав величезне значення стилю, подовгу працював над тим, щоб надати своїм ідеям форму коротких, художньо завершених висловів. Крім стилю, афоризми Жубера цікаві як тонкі судження з питань мистецтва, літератури і життя взагалі. Жубер не друкував своїх творів за життя. Із залишених їм рукописів Шатобріан, який дружив з Жубером, склав в 1838 році томик його «Pensées», а в 1842 році племінник Жубера, Поль Рейналь, видав «Pensées, essais, maximes et correspondance de Joubert».